# Emilio Lussu
Emilio Lussu (Armungia, 4 dicembre 1890 – Roma, 5 marzo 1975) è stato uno scrittore, militare e politico italiano, eletto più volte al Parlamento e due volte ministro. Fondatore del Partito Sardo d'Azione e del movimento Giustizia e Libertà. Antifascista, fu aggredito, ferito e poi confinato a Lipari; infine, una volta evaso, fu profugo all'estero per circa quattordici anni. Prese parte come ufficiale alla prima guerra mondiale, dove fu più volte decorato, alla Guerra civile spagnola come dirigente politico e alla Resistenza italiana.

## Biografia

### Ambiente familiare e formazione democratica
Nacque ad Armungia (piccolo centro situato nel territorio detto il Gerrei, nel sud-est della Sardegna), figlio di Giovanni Lussu e Lucia Mereu; la famiglia apparteneva al ceto contadino benestante. Il paese di Armungia è stato spesso presentato da Lussu sotto un'aura mitologica, come luogo di formazione dei suoi valori più profondi (rispetto dell'uomo e del lavoro, partecipazione democratica) e, in definitiva, della sua identità sarda (la lingua natale, le tradizioni, l'orgoglio delle radici e la loro difesa). Questo patrimonio iniziale si rafforzò in una prospettiva più consapevolmente politica nel rapporto con le correnti repubblicane e socialiste del Novecento, a Cagliari, Roma e Parigi ma mai in senso indipendentista.
Dopo aver compiuto gli studi superiori presso il collegio salesiano di Lanusei e il liceo Terenzio Mamiani di Roma, nel 1915 Lussu si laureò in giurisprudenza a Cagliari. Nel periodo universitario assolse il servizio militare come ufficiale di fanteria, prima a Torino e poi a Cagliari.

### Lussu e la Grande Guerra
Allo scoppio della prima guerra mondiale, Lussu si schierò con gli interventisti democratici (repubblicani e salveminiani), perché l'Italia entrasse nel conflitto contro gli imperi tedesco e austroungarico. Prese parte direttamente alla Grande Guerra come ufficiale di complemento: valoroso combattente, venne decorato quattro volte al valor militare e fu promosso fino al grado di capitano nel 151º fanteria della Brigata Sassari, composta per la maggior parte da contadini e pastori sardi. I due reggimenti 151° e 152° che formavano la brigata, durante il conflitto, furono decorati entrambi per due volte con la medaglia d'oro al valor militare.
Nel 1916 la brigata fu inviata sulle montagne intorno ad Asiago per creare un fronte che resistesse a qualunque costo alla discesa degli austriaci verso Vicenza e Verona. Le vittorie della brigata nei primi scontri furono seguite da un potente contrattacco che la impegnò sino al luglio dell'anno successivo sul Monte Zebio e sulle Melette, in una sfiancante e sanguinosa lotta che, più che per avanzare, si conduceva per la tenuta delle posizioni.

#### Un anno sull'Altipiano
Questa esperienza ispirò a Lussu il capolavoro per il quale è principalmente noto, Un anno sull'Altipiano, scritto nel 1937 (di quest'opera è stata fatta una libera riduzione cinematografica ad opera di Francesco Rosi dal titolo Uomini contro del 1970); si tratta di un'importantissima testimonianza, di un prezioso documento sulla vita dei soldati italiani in trincea che, per la prima volta nella letteratura italiana, descrive l'irrazionalità della guerra, della gerarchia e l'esasperata disciplina militare in uso al tempo. La vicenda bellica lo portò ad avvicinarsi alle tesi del capo socialista Filippo Turati, che condannava la guerra come strumento per raggiungere la pace. Come scrisse nel suo libro: «è da oltre un anno che io faccio la guerra, un po' su tutti i fronti, e finora non ho visto in faccia un solo austriaco. Eppure ci uccidiamo a vicenda, tutti i giorni. Uccidersi senza conoscersi, senza neppure vedersi! È orribile!» Condannò poi i giornalisti per essere «come Ariosto: descrissero cento battaglie senza vederne una sola».
Dotato di un algido razionalismo, l'autore poté lucidamente dimostrare nel suo scritto la profonda differenza fra ciò che davvero accadeva ai soldati e quanto invece ne conosceva l'opinione pubblica; dipinse in tutti i suoi drammatici aspetti quanto fosse inutilmente crudele la disciplina militare applicata a poveri contadini analfabeti e quanto spesso fosse infondato il rispetto dovuto ai generali e agli ufficiali superiori, i quali avevano e a volte usavano un eccessivo arbitrio. In un brano di notevole efficacia, descrisse il silenzioso terrore dei momenti che precedevano l'attacco, il drammatico abbandono della "sicura" trincea per proiettarsi verso un ignoto, rischioso, indefinito mondo esterno: «[...] tutte le mitragliatrici ci stanno aspettando».
Si è detto che l'opera stia costantemente guadagnando in modernità, se non proprio attualità, e che il suo contenuto stia con pari costanza guadagnando comprensibilità e condivisibilità man mano che la comune considerazione della guerra evolve nel senso di generale riprovazione. Effettivamente, molti dei concetti espressi nel libro hanno trovato postumo suffragio in movimenti culturali, ideologie politiche e sentimenti popolari di epoche successive, specialmente dopo la seconda guerra mondiale e altri conflitti minori.
Al libro sono stati attribuiti diversi significati politici, talora per meri fini strumentali, ma essenzialmente è scritto in forma di memoriale, a mezza via fra il resoconto giornalistico e un diario; le riflessioni contenute o suggerite sono piuttosto ad un livello morale o filosofico. Essendo stato, prima della stesura dell'opera, un interventista e un rivoluzionario, Lussu sembrò in qualche modo compiere un'inversione di marcia rispetto ai convincimenti precedenti, descrivendo con sobrietà che cosa davvero sia, nei suoi momenti più crudeli, la guerra. Al libro si riconosce la capacità, anche estetica, di tenere insieme la ripulsa della guerra e l'etica del combattente coraggioso.
Non rimase fuori dalla narrazione il tema sociale riguardante il modo in cui le classi inferiori venivano "usate" a fini bellici. La partecipazione delle masse contadine sarde alla Grande Guerra fu in effetti un momento di passaggio fondamentale che pose in termini completamente nuovi la "questione sarda". Alla luce delle lotte condotte dal movimento socialista dell'epoca (la rivoluzione russa fu essenzialmente una rivoluzione contadina) essa divenne infatti il leitmotiv di un imponente moto di popolo che, nell'immediato dopoguerra, coinvolse ampi strati delle classi lavoratrici sarde. Fra i suoi organizzatori, Lussu fu uno dei più attivi e amati.

### L'antifascista e il politico

#### Il primo dopoguerra
l 17 luglio 1921, Emilio Lussu, insieme a Camillo Bellieni e altri reduci, fondò il Partito Sardo d'Azione, dopo averne posto le basi nel movimento dei combattenti e, in particolare, nella Federazione sarda dell'Associazione nazionale combattenti e reduci, il cui statuto, redatto da Lussu, era stato approvato a Macomer il 9 agosto 1920. Era un movimento di massa che coinvolgeva i contadini e i pastori sardi in nome della distribuzione delle terre e dei pascoli, contro i ricchi possidenti agrari e i partiti politici da loro sostenuti; si caratterizzò fin dall'inizio come autonomista e federalista in ambito repubblicano, ponendo al centro della sua azione politica la "questione sarda".
Alle elezioni politiche del maggio del 1921 il movimento dei combattenti si rivelò come il primo partito sardo, con circa 1/3 dei consensi elettorali dell'isola, corrispondenti a più del doppio dei voti socialisti (12,4%) e quasi tre volte quelli del PPI (11,3%). Anche Emilio Lussu fece il suo ingresso alla Camera dei deputati.
Dopo la Marcia su Roma (1922), si ebbero incidenti e tafferugli tra sardisti e fascisti; lo stesso Lussu fu aggredito e ferito e il combattente sardo Efisio Melis ucciso. Benito Mussolini, già Capo del governo, inviò allora in Sardegna, in qualità di prefetto, il generale Asclepia Gandolfo, con l'incarico di trattare un'eventuale fusione tra il Partito Sardo d'Azione e il Partito Nazionale Fascista, in nome di una comune estrazione combattente. Il vertice del PSd'Az indicò Lussu quale negoziatore ma, nel corso delle trattative, questi si ritirò dall'incarico. La trattativa, proseguita da esponenti come Paolo Pili, non ebbe l'appoggio di altri intellettuali e dirigenti del partito come Camillo Bellieni, Francesco Fancello e dello stesso Lussu, la cui contrarietà alla fusione fu tra le più radicali e nette.
Nel 1923, la federazione sarda dell'ANC, controllata da Lussu, aderì in blocco all'associazione repubblicana di ex-combattenti antifascisti Italia libera. Alle elezioni politiche dell'anno dopo, Lussu fu rieletto alla Camera dei deputati e fu in seguito tra i deputati della "secessione dell'Aventino", nota forma di protesta messa in atto dall'opposizione parlamentare dopo il delitto Matteotti.

#### Le aggressioni fasciste, il confino, la guerra civile spagnola, la lotta partigiana
Il 1º novembre 1926, giorno successivo al fallito attentato a Mussolini a Bologna, l'abitazione cagliaritana di Lussu fu assaltata dagli squadristi. Il diciannovenne Battista Porrà scalò una ringhiera. Lussu aprì il fuoco e lo colpì ripetutamente, uccidendolo: Lussu fu perciò arrestato e processato, ma anche il tribunale gli riconobbe la circostanza della legittima difesa. In Marcia su Roma e dintorni, Lussu racconta la sua versione di questo episodio.
Contemporaneamente, il fascismo, con l'appoggio della monarchia, provvide alla soppressione in Italia di tutti i partiti di opposizione, compreso il Partito Sardo d'Azione (R.D. n. 1848/1926). Il 9 novembre 1926 Lussu fu dichiarato decaduto da deputato insieme agli altri aventiniani, e il 27 ottobre 1927 fu condannato a 5 anni di confino a Lipari dal Tribunale Speciale, dipendente direttamente dallo Stato fascista.
Dal confino, nel 1929, Lussu evase insieme a Carlo Rosselli e Francesco Fausto Nitti grazie all'aiuto di Gioacchino Dolci e del socialista Italo Oxilia che, con un motoscafo, li portò a Tunisi. Da Tunisi, i fuggitivi raggiunsero Parigi, dove Lussu scrisse un libro sugli avvenimenti di quel decennio (La catena) e Nitti narrerà l'avventurosa evasione nel libro Le nostre prigioni e la nostra evasione pubblicato in edizione italiana solo nel 1946 (del 1929 è la prima edizione in inglese col titolo di Escape).
Nell'agosto 1929, per iniziativa di Carlo e Nello Rosselli, di Lussu, Francesco Fausto e Vincenzo Nitti, Gaetano Salvemini, Alberto Tarchiani, Alberto Cianca e altri fuorusciti, all'Hôtel du Nord de Champagne di Montmartre (Parigi), si formò il movimento antifascista "Giustizia e Libertà", ideologicamente orientato in senso liberal socialista ma, soprattutto, antifascista e di matrice repubblicana. GL proponeva metodi rivoluzionari per abbattere il regime fascista e sradicare dalla società italiana le sue cause (culturali, economiche, politiche). Lussu compì attività clandestine con il nome in codice di "Mister Mill".
Nel 1931 scrisse Marcia su Roma e dintorni riguardante gli avvenimenti che lo videro protagonista a partire dal dopoguerra fino all'evasione da Lipari.
(Emilio Lussu, Marcia su Roma e dintorni, Torino, Einaudi, 1974, p. 145.)

Bandiera della Colonna Italiana, nota anche come Centuria Giustizia e Libertà, che sostenne i repubblicani nella guerra civile spagnola

Nel 1936 prese parte per breve tempo alla guerra civile spagnola nel fronte antifranchista, ma soltanto con funzioni di dirigente politico della Colonna Italiana Rosselli, a causa delle sue cattive condizioni di salute. Successivamente fu in Svizzera per curare la tubercolosi contratta in prigionia e qui scrisse un libro di stile manualistico sulla teoria dell'insurrezione e il libro Un anno sull'Altipiano.
Dopo l'omicidio dei fratelli Rosselli, Lussu assunse la guida del movimento Giustizia e Libertà, al quale impresse una forte impronta socialista. Ciò provocò il dissenso e il distacco di numerosi componenti, tra i quali Alberto Tarchiani. Nel 1938, durante l'esilio, incontrò Joyce Salvadori, che diverrà la sua seconda moglie.
Con l'ingresso delle truppe tedesche in Francia, anche Lussu, nel giugno del 1940, fu costretto a lasciare la Francia per il Portogallo e quindi per il Regno Unito. Rientrò clandestinamente in Francia nel luglio 1942 e si incontrò con esponenti socialisti e comunisti per un patto d'unità d'azione dei partiti italiani di sinistra. L'accordo fu firmato il 3 marzo 1943 a Lione e fissava il quadro di un impegno programmatico a costituire un Comitato d'azione per l'unione del popolo italiano, alle cui decisioni i militanti dei tre partiti dovevano essere vincolati.

Emilio Lussu nel 1944.

In Italia, nel frattempo, alcuni componenti di GL, il 4 giugno 1942, avevano fondato il Partito d'Azione (dal nome dell'omonimo partito mazziniano del 1853); al suo ritorno in Italia, Lussu fu subito inserito negli organismi di vertice del Partito d'Azione. Tale operazione fu una precisa scelta politica del gruppo dirigente azionista, in particolare di Ugo La Malfa.
Il 10 settembre Lussu partecipò alla Resistenza a Roma. La fusione di Giustizia e Libertà con il Partito d'Azione fu sancita da una sua nota del 29 ottobre 1943, nella quale l'uomo politico di Armungia scriveva al centro meridionale del Partito d'Azione che mai il partito avrebbe collaborato con Badoglio e con la monarchia e di non preoccuparsi che GL scompaia, perché GL e PdA sono la stessa cosa e sarebbe fuori luogo ora far questione di denominazione.
Dopo la liberazione della Capitale, Lussu realizzò l'affiliazione del ricostituito Partito Sardo d'Azione nel Pd'A.

#### Il secondo dopoguerra

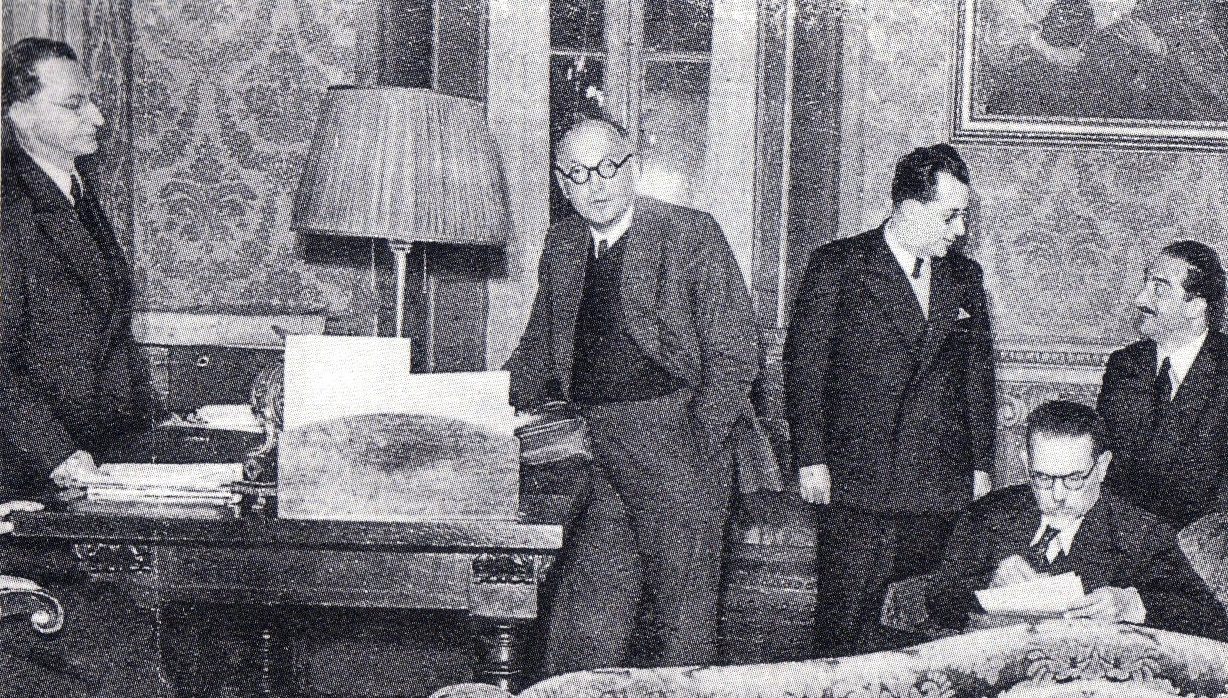
Riunione del primo governo De Gasperi con il Presidente Alcide De Gasperi (DC), Pietro Nenni (PSIUP), Palmiro Togliatti (PCI), Leone Cattani (PLI) ed Emilio Lussu (PdA).

Nel 1945, Lussu fu Ministro dell'assistenza postbellica nel primo governo di unità nazionale dell'Italia libera, quello presieduto per breve tempo dall'azionista Ferruccio Parri e nel successivo governo del democristiano Alcide De Gasperi, come ministro senza portafoglio per i rapporti con la Consulta. Come esponente di punta dell'ala filosocialista del Partito d'Azione, guidò lo scontro avverso la corrente liberaldemocratica di Ugo La Malfa, spingendola ad abbandonare il partito, nonostante la mediazione proposta da Riccardo Lombardi e Vittorio Foa. I fuoriusciti dettero vita alla Concentrazione Democratica Repubblicana, che successivamente confluirà nel Partito Repubblicano.
La scissione fu un duro colpo per il PdA, che iniziò a dissolversi. Alle elezioni del 2 giugno 1946 per la Costituente, Lussu si presentò a Cagliari, nella lista della componente sarda del partito ma, complessivamente, le due formazioni elessero soltanto nove deputati e riuscirono a formare un gruppo parlamentare Autonomista solo con l'apporto del valdostano Giulio Bordon. Ciò non pose fine al conflitto interno che proseguì e fu la causa scatenante della scomparsa della formazione politica, con la confluenza dell'ala filosocialista maggioritaria nel PSI e di quella liberaldemocratica nel PRI. Rimasto in vita il Partito Sardo d'Azione, Lussu ebbe un tormentato rapporto anche con la sua dirigenza moderata e conservatrice e, dopo pochi mesi, la sua corrente fondò il Partito Sardo d'Azione Socialista, che confluì di lì a poco anch'esso nel PSI.
Si deve ad Emilio Lussu la proposta, accolta dall'assemblea, di sostituire nell'articolo 9 della Costituzione italiana alla parola Stato la parola Repubblica per lasciare “impregiudicata la questione dell’autonomia regionale” (Assemblea costituente 1951, 3423) .
Nella seduta alla Camera del 13 dicembre 1947, i deputati Alberto Cianca e Lussu avevano mosso delle accuse nei confronti di Francesco Chieffi: il primo l'aveva nominato «collaboratore dei tedeschi», e il secondo aveva dichiarato che Chieffi era stato «fornitore di donne ai tedeschi». Il 22 dicembre, un'apposita Commissione parlamentare d'inchiesta, presieduta da Luigi Gasparotto, concluse che le accuse erano senza fondamento sotto ogni profilo.

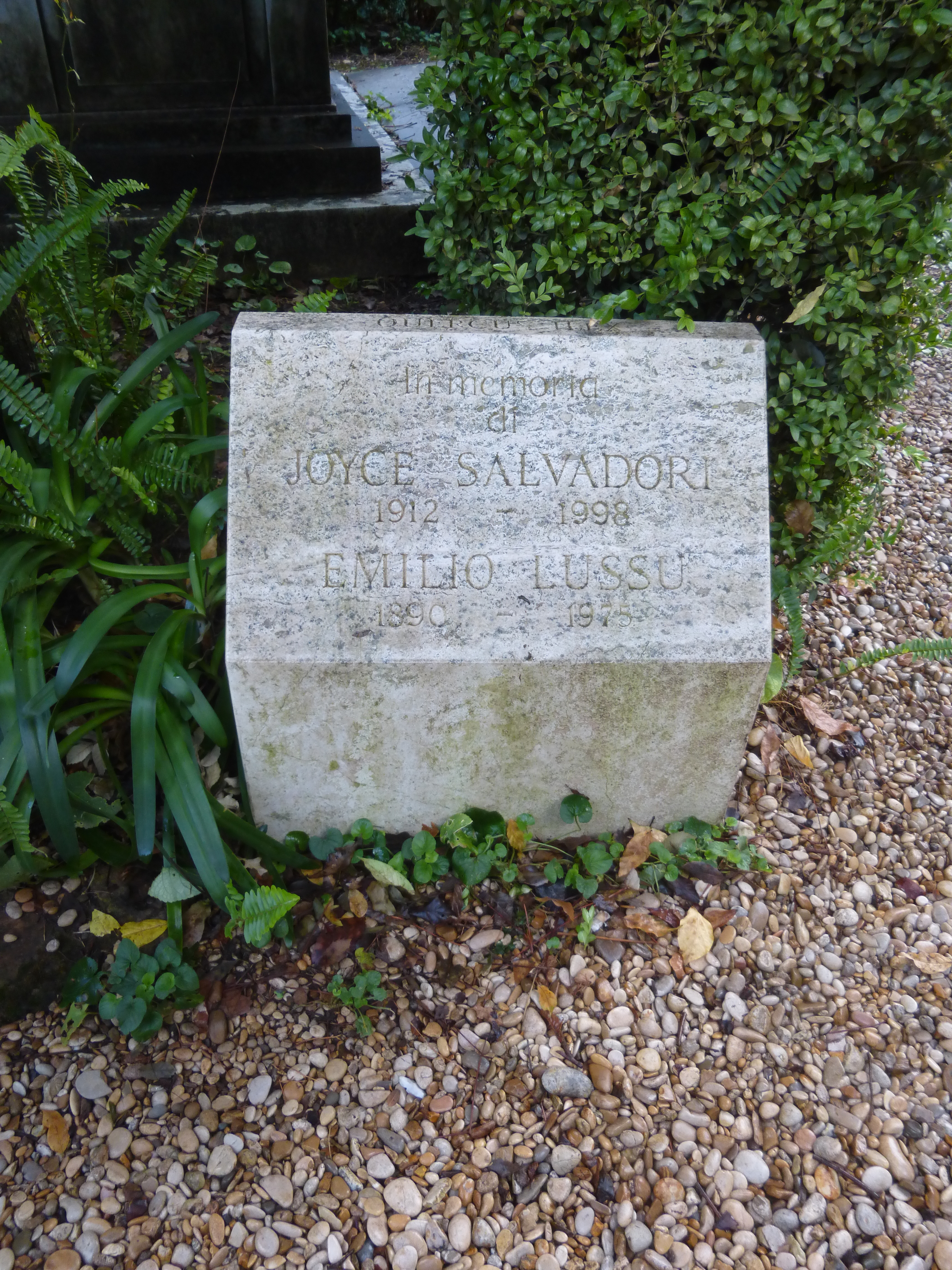
La tomba di Emilio Lussu e Joyce (Gioconda Beatrice) Salvadori Paleotti nel cimitero acattolico di Roma.

Emilio Lussu fu eletto altre quattro volte al Senato, tra il 1948 e il 1963, nelle liste del Partito Socialista Italiano, di cui entrò anche a far parte della direzione. Nel 1964 partecipò alla scissione da cui nacque il Partito Socialista Italiano di Unità Proletaria (PSIUP) contro la politica di intese con la Democrazia Cristiana avviata da Nenni. Man mano che il PSIUP entrò nell'orbita del PCI, tuttavia, guardò con crescente distacco anche a questa nuova esperienza.
Dopo il 1968, per motivi di salute, si ritirò dalla vita politica attiva. Nella vecchiaia operosa scrisse importanti pagine di storia, fra le quali quelle dedicate alla vicenda del Partito d'Azione, e mantenne sempre il contatto con l'isola natia, dei cui problemi discusse fino all'ultimo. Morì a Roma nel 1975. Riposa, insieme alla moglie Joyce Salvadori, al cimitero acattolico di Roma.

## Vita privata
Lussu sposò Joyce Salvadori, fiorentina di nascita, ma di origine marchigiana, poetessa, scrittrice, traduttrice, intellettuale, partigiana (capitano delle Brigate Giustizia e Libertà) e medaglia d'argento al valor militare. Le opere maggiori di Joyce sono i libri autobiografici L'olivastro e l'innesto e Fronti e frontiere, e le traduzioni del poeta turco Nazım Hikmet. Il loro figlio unico Giovanni Lussu oggi è un affermato grafico editoriale.
Ad Armungia, il 7 agosto 2009, è stato inaugurato il museo "Emilio e Joyce Lussu", dove sono molte immagini, scritti e video.

## La complessità dell'uomo
Il cambiamento di posizione concettuale rispetto alla guerra fu oggetto di intensa discussione nel mondo politico, più che in quello letterario: prima giovanissimo interventista, poi svogliato negoziatore della ventilata fusione del Partito Sardo d'Azione con il Partito Fascista, poi ancora, nell'esilio imposto dai fascisti, autore di un manuale sull'insurrezione contro la tirannide (Teoria dell'insurrezione), e poco tempo dopo autore di un testo che sarebbe difficile non definire come pacifista; poi ancora volontario in Spagna, Lussu consegnava ai critici un'impostazione ideologica ed etica originale, anche se non priva di aspetti problematici. Su di essi gli avversari politici (dai fascisti agli indipendentisti sardi reazionari; dai clericali agli stalinisti) tentarono di speculare per mettere in ombra il suo percorso politico ed umano, improntato ad uno schietto ed intransigente socialismo liberale dalle forti tinte libertarie, federalista e sardista.
Fu interventista democratico (e non nazionalista, come molti di coloro che poi confluirono nel movimento fascista nel periodo interbellico) all'età di 23-24 anni: l'esperienza drammatica della guerra gli fece capire l'assurdità di quella grande carneficina e ne trasse una serie di insegnamenti che poi ispirarono molta parte delle sue successive scelte politiche. Lottò, infatti, al fianco dei contadini e pastori sardi per il loro riscatto e si oppose alle dittature fasciste e naziste in nome dei principi di giustizia sociale, libertà, autonomia. In quest'ultimo caso, fu consapevole che la vittoria sarebbe stata raggiunta (come in effetti fu) soltanto militarmente: da qui l'organizzazione armata delle "camicie grigie sardiste" contro gli squadristi fascisti; la progettazione di un'insurrezione antifascista e repubblicana in Sardegna; l'intervento nella guerra civile spagnola con le Brigate internazionali e la partecipazione alla lotta di liberazione nelle file del Partito d'Azione.
Non rinnegò mai le sue radici sarde e disprezzò sempre chi lo fece; Lussu tuttavia non fu un indipendentista e la sua azione politica non può essere confusa o assimilata a questa opzione netta; restò in contatto sia personale sia epistolare con numerosi esponenti del mondo politico sardo (compresi quei sardisti dai quali si era allontanato al momento della scissione); visitò, anche in qualità di uomo politico, numerose volte l'isola e il paese natale di Armungia; in parlamento difese le pur deboli prerogative concesse dallo statuto autonomista sardo (consapevole che si trattava di ben poca cosa rispetto all'autogoverno derivante dalla trasformazione federalista dello Stato, obiettivo per cui lottò una vita) e richiamò l'attenzione del governo e delle altre forze politiche sulla necessità di migliorare le condizioni economiche e sociali delle classi lavoratrici e proletarie della sua isola (si vedano i due volumi dei suoi Discorsi parlamentari e la raccolta postuma di interventi Essere a sinistra).

## Opere

### Volumi
- 1930 La catena, Parigi.
- 1932 Marcia su Roma e dintorni, Parigi.
- 1936 Marcia su Roma e dintorni, Roma.
- 1936 Teoria dell'insurrezione, Parigi.
- 1936 Per l'Italia dall'esilio, Cagliari.
- 1938 Un anno sull'Altipiano, Parigi.
- 1950 Teoria dell'insurrezione: saggio critico, Roma.
- 1956 "Diplomazia clandestina", Firenze.
- 1958 La clericalizzazione dello Stato e l'arcivescovo di Cagliari, Roma.
- 1968 Sul Partito d'azione e gli altri, Milano.
- 1976 Il cinghiale del diavolo e altri scritti sulla Sardegna, Torino.
- 1976 Essere a sinistra: democrazia, autonomia e socialismo in cinquant'anni di lotte, Milano.
- 1979 Lettere a Carlo Rosselli e altri scritti di Giustizia e libertà, Sassari.
- 1986 Discorsi parlamentari, Roma.
- 1987 La difesa di Roma, Cagliari.
- 1991 Alba Rossa Un libro di Joyce ed Emilio Lussu, Ancona.
- 2008 Teoria dell'insurrezione, Camerano.

### Articoli pubblicati sulla rivistaIl Ponte
- 1947 Perché i ministeri non funzionano? - Il Ponte
- 1949 Una Tortura
- 1950 Chiarezza sul Federalismo
- 1951 Inchiesta sul Partito d'Azione
- 1951 L'avvenire della Sardegna di Emilio Lussu (da Il Ponte, 1951)
- 1951 La Brigata Sassari e il Psd'Az di Emilio Lussu (da Il Ponte, 1951)
- 1951 La Sardegna (da Il Ponte, 1951)
- 1952 L'Antemarcia di Emilio Lussu (da Il Ponte, 1952)
- 1954 Brigantaggio Sardo di Emilio Lussu (da Il Ponte, 1954)
- 1955 25° della morte di Livio Bianco - di Emilio Lussu (da Il Ponte)

### Opere tradotte in altre lingue

#### In inglese
- 1932 The March on Rome and Thereabouts (Marcia su Roma e dintorni)
- 1936 Theory of Insurrection (Teoria dell'insurrezione)
- 1938 Road to exile: the story of a Sardinian patriot (Review in Time Magazine) (Per l'Italia dall'esilio)
- 1938 A Year on the High Plateau, Sardinian Brigade (Un anno sull'altipiano)
- 2000 Sardinian Brigade 2015, A Soldier on the Southern Front (Un anno sull'altipiano)

#### In francese
- 1935 La Marche sur Rome et autres lieux (Marcia su Roma e dintorni)
- 1971 Théorie de l'insurrection (Teoria dell'insurrezione), tradotto da Alice Théron
- 1995 Les Hommes contre (Un anno sull'altipiano), tradotto da Emmanuelle Genevois e Josette Monfort
- 2014 La chaîne - L'évasion de Lipari (La catena), tradotto da Francis Pascal
- 2014 Le sanglier du diable (Il cinghiale del diavolo), tradotto da Francis Pascal

#### In tedesco
- 1968 Ein Jahr auf der Hochebene (Un anno sull'altipiano), tradotto da Claus Gatterer
- 1971 Marsch auf Rom und Umgebung (Marcia su Roma e Dintorni), tradotto da Claus Gatterer
- 1974 Theorie des Aufstands (Teoria dell'insurrezione), tradotto da Anton Zahorsky-Suchodolsky e Gertraud Kanda

#### In sardo
- 2003 Su sirboni de su dimoniu: unu contu de cassa e de magia (Il cinghiale del diavolo), Cagliari.
- 2005 Sa Brigata Tatari. Un'annu in gherra (Un anno sull'altipiano)